# Dolnopočernický mlýn
Dolnopočernický mlýn je vodní mlýn v Praze 9, který stojí na potoce Rokytka v areálu zámku u Počernického rybníka. Spolu se zámkem a pivovarem je chráněn jako nemovitá kulturní památka České republiky.

## Historie
Vodní mlýn ve stylu anglické novogotiky pochází ze 60. let 19. století. Byl postaven jako součást komplexu zámeckého areálu a situován ve východní části parku řešeného v anglickém stylu. V roce 1995 mlýnice vyhořela a o čtyři roky později začala její rekonstrukce.

## Popis
Zděná patrová provozní budova mlýna stojí na hrázi rybníka. Její štítové průčelí z kamene je ozdobně tvarované a má tři segmentově sklenuté okenní osy. Ve štítě je půlkruhově zaklenuté dvojokno lemované třemi kruhovými okuli a nikou. Ostatní průčelí jsou omítaná.
Zvýšený suterén je oddělen průběžnou římsou. V průčelí nad okny vede průběžná suprafenestra. Nad přízemím se nachází seníkové polopatro s otevřenými kruhovými okénky, které je oddělené profilovanou římsou.
Uvnitř mlýna jsou patrné zbytky Francisovy turbíny a mechaniky pohonného systému. Protože je bývalá lednice součástí vnitřních prostor, prostupy pro hřídele se nacházejí v interiéru. Dochovány jsou kamenné patky pod sloupy mlýnské hranice.